# Jaime Chávarri
Jaime Chávarri est un réalisateur et scénariste espagnol, né le 20 mars 1943 à Madrid.

## Biographie
Après une expérience de scénariste pour Jess Franco (Vampyros Lesbos) puis de directeur artistique pour Víctor Erice (L'Esprit de la ruche) ou encore Carlos Saura (Anna et les Loups), il se lance dans la réalisation. Il est ainsi l'auteur en 1975 du documentaire Le Désenchantement (El desencanto), évocation au vitriol du poète franquiste Leopoldo Panero par sa veuve et ses enfants (dont Leopoldo María Panero), qui reçoit du Círculo de Escritores Cinematográficos le prix du meilleur film et est aujourd'hui une icône de la Transition démocratique espagnole.
Acteur occasionnel, il apparaît dans deux films de Pedro Almodóvar (Qu'est-ce que j'ai fait pour mériter ça ? et Matador).

## Filmographie
- 1967 : Run, Blancanieves, run
- 1969 : Ginebra en los infiernos
- 1971 : Pastel de Sangre (ca), segment La danza
- 1973 : Los viajes escolares
- 1976 : Le Désenchantement (es) (El desencanto)
- 1977 : A un dios desconocido (es)
- 1979 : Cuentos para una escapada (es), segment La mujer sorda
- 1979 : Cuentos eróticos (es), segment Pequeño planeta
- 1980 : L'Homme aux chiens (Dedicatoria)
- 1982 : Bearn ou la Chambre des poupées (es) (Bearn o la sala de las muñecas)
- 1982 : Luis y Virginia
- 1984 : Les bicyclettes sont pour l'été (es) (Las bicicletas son para el verano)
- 1985 : El río de oro (ca)
- 1988 : Regalo de cumpleaños
- 1989 : Les Choses de l'amour (Las cosas del querer)
- 1993 : Tierno verano de lujurias y azoteas (es)
- 1995 : Las cosas del querer 2 (es)
- 1996 : Gran slalom (es)
- 1997 : Sus ojos se cerraron y el mundo sigue andando (es)
- 1997 : Ad Libidum
- 2000 : Besos para todos
- 2004 : L'Année du déluge (es) (El año del diluvio)
- 2004 : Madrid 11M : Todos íbamos en ese tren, segment Doce de octubre
- 2005 : Camarón
- 2023 : La Manzana de Oro (es) (adaptation du roman Ávidas pretensiones, de Fernando Aramburu)[2]